# Mitte (Cottbus)
Mitte (ⓘ), niedersorbisch Srjejź, ist ein Stadtteil von Cottbus in Brandenburg. Er umfasst die Cottbuser Altstadt mit dem Altmarkt, die ehemalige Gemeinde Ostrow sowie den südöstlichen Teil der ehemaligen Gemeinde Brunschwig.

## Geografie
Der Stadtteil Mitte liegt im Zentrum von Cottbus in der Niederlausitz und grenzt im Norden an Schmellwitz, im Osten an Sandow, im Süden an die Spremberger Vorstadt und im Osten an Ströbitz. Der Stadtteil wird im Osten durch die Spree begrenzt, im Süden von der Bahnstrecke Berlin–Görlitz, im Westen von der Schillerstraße und im Norden vom Verlauf der Zimmerstraße.
Durch den Stadtteil verlaufen die Landesstraße 49 (ehemalige Bundesstraße 115) und die Landesstraße 51. Der Cottbuser Hauptbahnhof liegt unmittelbar südlich des Stadtteils, gehört aber bereits zu den Stadtteilen Ströbitz und Spremberger Vorstadt.

## Geschichte
Die Geschichte der Stadt Cottbus, deren historisches Zentrum der Stadtteil darstellt, wird im Wesentlichen in den Artikeln Cottbus#Geschichte sowie Geschichte von Cottbus beschrieben.
Der Stadtteil Mitte wurde nach der Eingliederung der Gemeinden Madlow, Sachsendorf, Saspow, Schmellwitz und Ströbitz am 1. Juli 1950 zu statistischen Zwecken gebildet.

## Beschreibung

### Stadtzentrum
Das Altmarkt bildet historische Zentrum der Stadt Cottbus. In der Mitte des Platzes befand sich das historische Rathaus, das im Zweiten Weltkrieg zerstört wurde. Östlich des Altmarkts befindet sich auf dem Oberkirchplatz die im 14. und 15. Jahrhundert erbaute St.-Nikolai-Kirche; westlich liegt der Neumarkt mit dem zwischen 1934 und 1937 erbauten neuen Rathaus. Nördlich des Altmarkts befindet sich die Klosterkirche. Südlich des Altmarkts erstreckt sich die Fußgängerzone Spremberger Straße mit der Schlosskirche. Am südlichen Ende der Spremberger Straße befindet sich der Spremberger Turm.

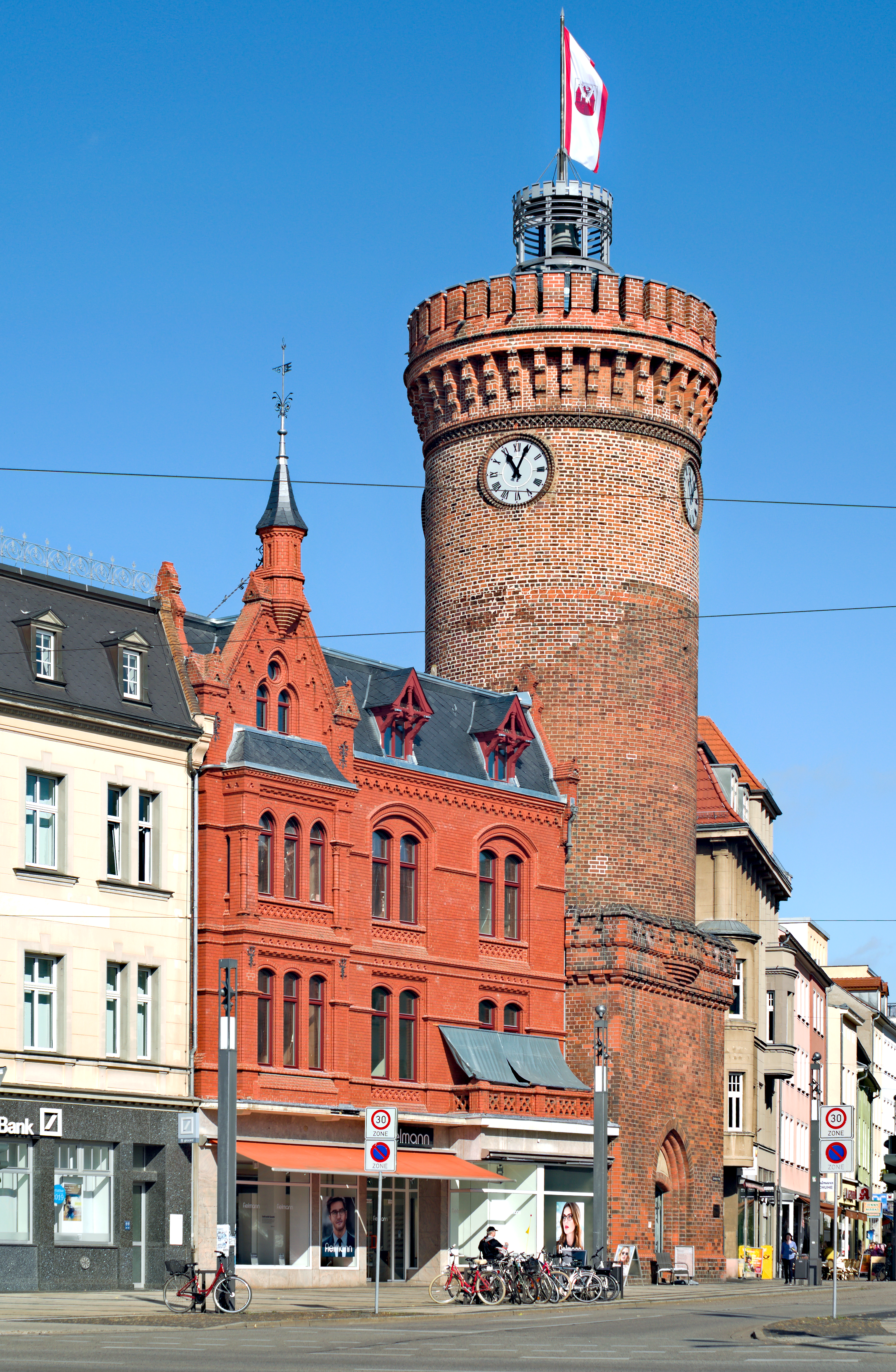
Spremberger Turm

Der Spremberger Turm war früher ein Wehrturm der Cottbuser Stadtbefestigung, die nördlich und westlich der Altstadt erhalten ist. Im Norden schließt die Puschkinpromenade an die Stadtbefestigung an. Im Osten wird der Stadtteil durch die Spree begrenzt, dort liegt der Goethepark auf einer Insel in der Spree. Dort befinden sich des Weiteren das Amtsgericht und das Landgericht, das ehemalige städtische Elektrizitätswerk und die Wilhelmsmühle.

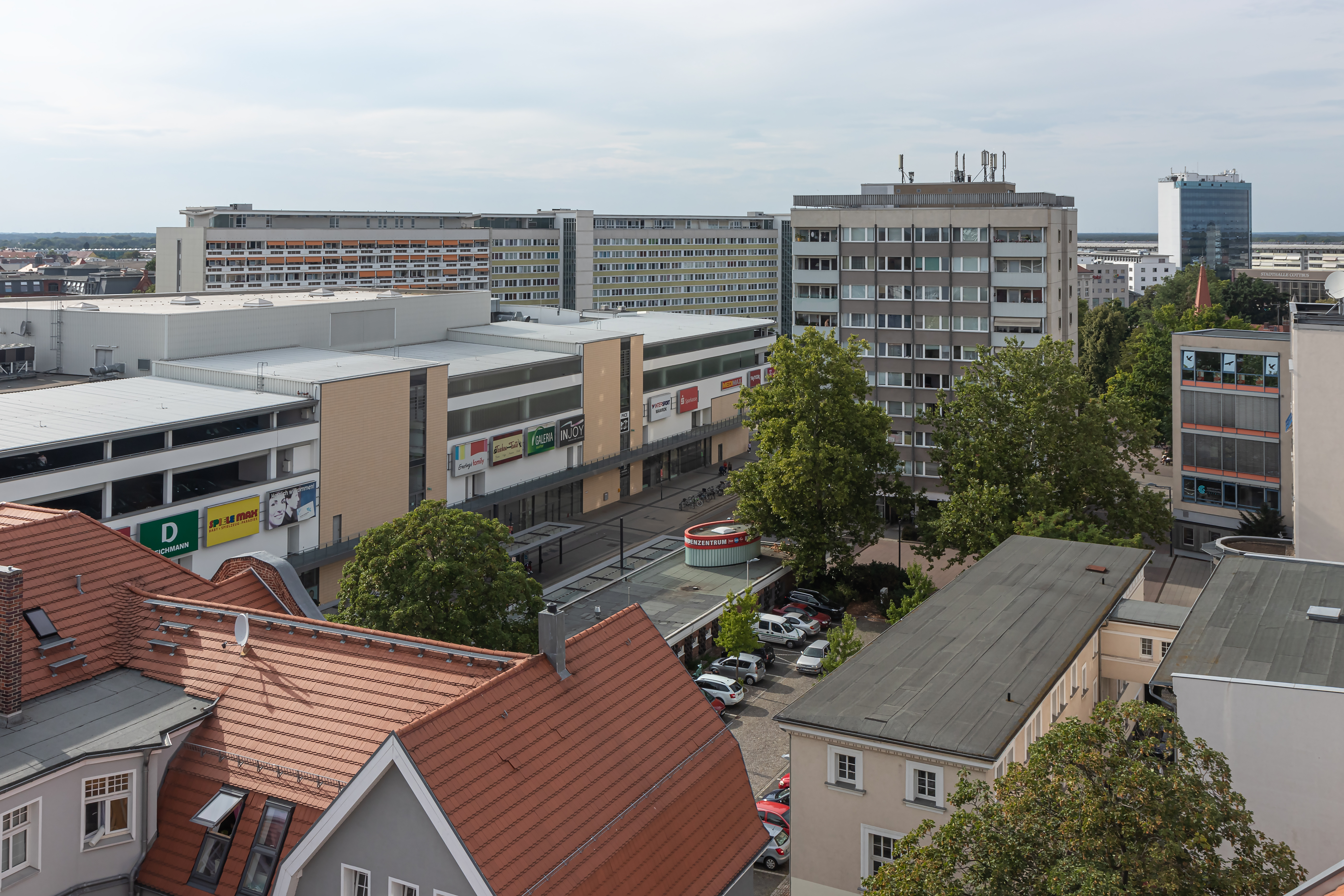
Blick vom Spremberger Turm zur Stadtpromenade

Westlich der Altstadt entstand zwischen 1964 und 1974 die Stadtpromenade Cottbus als geplantes „neues Stadtzentrum“. Markantestes erhaltenes Gebäude ist die Wohnscheibe Stadtpromenade, ein etwa 175 Meter langes zehngeschossiges Wohnhaus mit 320 Wohneinheiten. Das Konsument-Warenhaus wurde 1968 gebaut, die Stadthalle am nördlichen Ende der Stadtpromenade wurde im Oktober 1975 eingeweiht. Teile der Stadtpromenade wurden zwischen 2006 und 2008 abgerissen, darunter die Mokka-Milch-Eisbar „Kosmos“. Historisch erhalten an dieser Stelle ist das evangelische Gemeindehaus von 1914, das heute von der Stadtverordnetenversammlung genutzt wird. Ein Teil der entstandenen Brachfläche wurde mit dem Einkaufszentrum Blechen Carré überbaut. Am westlichen Rand des Stadtteils befindet sich der Schillerplatz mit dem Staatstheater Cottbus.
Im südlichen Teil des Stadtteils Mitte befinden sich unter anderem das Stadtarchiv Cottbus und das Kreisständehaus, das als Landratsamt für den preußischen Landkreis Cottbus gebaut wurde.

### Brunschwig
Die nordwestlich des Stadtzentrums gelegene ehemalige Gemeinde Brunschwig wurde 1496 erstmals urkundlich erwähnt und zwischen 1872 und 1904 in mehreren Teilen in die Stadt Cottbus eingegliedert. Das historische Zentrum liegt an der Lieberoser Straße. Der größte Teil der Altgemeinde Brunschwig, unter anderem auch der Gutshof mit dem historischen Herrenhaus, gehören statistisch bereits zum Stadtteil Ströbitz.

### Ostrow

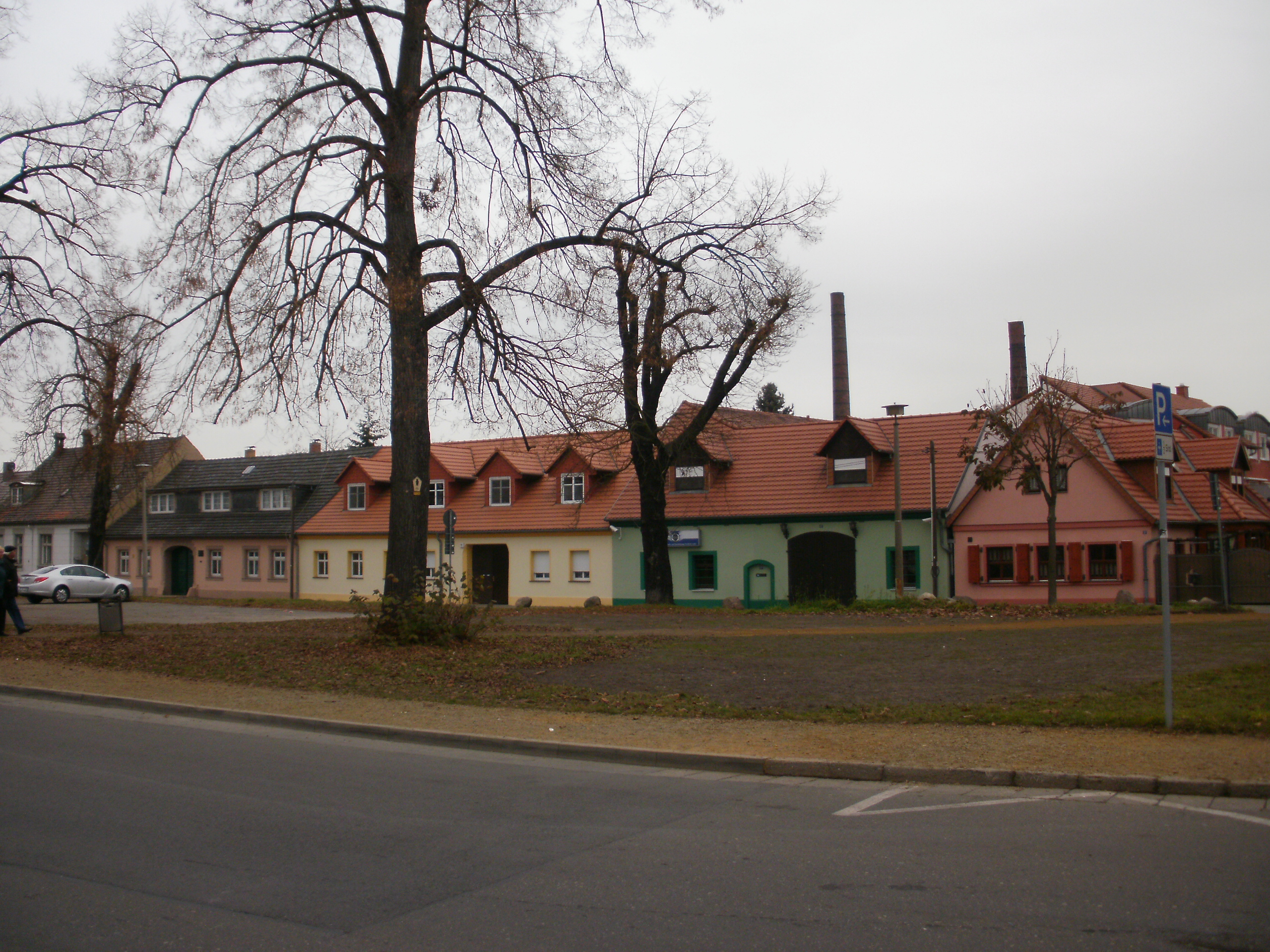
Historische Häuserzeile im Ortszentrum von Ostrow vor der Umgestaltung des Platzes

Die frühere Gemeinde Ostrow wurde im Jahr 1495 erstmals urkundlich erwähnt und war damals ein Bauern- und Kossätendorf. Der Ort wuchs mit der Zeit mit der Stadt Cottbus zusammen und wurde 1872 in diese eingemeindet. Ein Jahr später wurde ein großer Teil des Dorfes bei einem Brand zerstört. Aufgrund der damals einsetzenden Industrialisierung entstanden auf den freien Flächen zahlreiche Gewerbebetriebe und Fabrikhallen, unter anderem für die örtliche Tuchindustrie.
Das historische Ostrower Ortszentrum am Ostrower Platz südlich der Cottbuser Altstadt ist erhalten. Der Platz wurde ab 1893 als Marktplatz genutzt und mehrfach umgestaltet, zuletzt im Jahr 2018.